# Knud Erik Henning Gyldholm
Knud Erik Henning Gyldholm (født 9. juli 1914 i Elias Sogn, København, død 9. august 1944 i Rorup nær Osted) var en dansk modstandsmand.

## Liv
Gyldholm forældre var portøren Johannes Valdemar Gyldholm og Karen Pouline Rasmussen. Han var ligesom sin svoger Preben Berg Sørensen, medlem af modstandsgruppen BOPA.
Gyldholm blev henrettet ved skydning af Gestapo sammen med 10 andre fanger fra Shellhuset i København. Han var på vej til Frøslevlejren om bord på en lastbil, der standsede ved Rorup nær Osted mellem Roskilde og Ringsted. Iført håndjern blev alle 11 bedt om, at træde af på ”naturens vegne” og alle blev skudt af Gestapo, angiveligt under flugtforsøg. Gyldholm er begravet i mindelunden i Ryvangen.